# Eugenio Defendi
Eugenio Defendi, dit Giovanni ou Giuseppe, né en 1849 à Casalmaggiore et mort en 1925 à Londres, est un garibaldien, communard, et militant anarchiste italien réfugié à Londres. Arrêté après sa participation à la Commune, il est banni et se rend en Angleterre. Avec sa famille, il y continue le militantisme politique.

## Biographie

### Engagement communard
Les engagements de jeunesse d'Eugenio Defendi sont peu connus. Durant la guerre franco-allemande de 1870, il combat dans la légion garibaldienne. Le 17 ou le 18 mai 1871, il va à Paris. Après le renversement de la Commune, il est arrêté et condamné, le 27 avril 1872, à quinze ans de bagne pour avoir été communard. Il est détenu au bagne de « Belle-île » jusqu'en 1879, où il voit sa peine commuée en un bannissement perpétuel. Il se rend alors en Angleterre.

### Famille
En 1881, à Londres, Eugenio Defendi rencontre Emilia Carolina Trunzio (dite Emilia Zanardelli) (Cosenza, 9 juillet 1858 - Londres, 17 mars 1919), couturière qui y réside depuis 1879 (afin de rejoindre son frère adoptif, l'internationaliste Tito Zanardelli). Elle est probablement la compagne d'Errico Malatesta, qui la connut peut-être par Zanardelli. 

Defendi et Trunzio choisissent de s'unir sans opter pour le mariage (juridique comme religieux), considéré comme bourgeois. Dans une note adressée à leurs camarades (le 1er mai 1880, à l'occasion d'un banquet populaire auquel assiste Jean-Baptiste Clément), ils annoncent et justifient leur projet : 

« Les soussignés se font un devoir de vous annoncer que, le 1er mai 1880, ils contracteront une union libre, en présence de quelques amis socialistes invités et réunis tout simplement pour en recevoir communication. Les raisons qui les ont déterminés à se passer du mariage juridique ainsi que du mariage religieux, c’est qu’ils les considèrent comme des institutions bourgeoises créées dans le seul but de régler les questions de propriété et d’héritage, n’offrant aucune garantie sérieuse aux prolétaires des deux sexes, consacrant l’assujettissement de la femme, engageant pour l’avenir les volontés et les consciences, sans tenir compte des caractères, et s’opposant à la dissolubilité, qui est la base de tout contrat. La question des enfants sera réglée ultérieurement de la manière la plus conforme à la justice et selon la situation qui leur sera faite par la société bourgeoise. Salutations fraternelles. Giovanni Defendi, Emilia Tronzi-Zanardelli »

 En réponse à leur annonce, Tito Zanardelli les félicite par un discours. La rédaction de l’Égalité, où travaille Zanardelli, ainsi que Benoît Malon, leur envoient des lettres. Avec Malatesta, le couple se procure une épicerie. Malatesta, Eugenio Defendi et Emilia Zanardelli vivent ensemble. Defendi admire Malatesta, allant presque jusqu'à l'« idolâtrie ». 
Le ménage « amour-libriste » qu'ils forment tous les trois élève six enfants : Luigia, ou Virginia (qui se marie à l'anarchiste Giulio Rossi), Enrico (fils probable de Malatesta, né en 1883), Cocò (née vers 1887-88), Giulietta (dite Giugiù, compagne de l’anarchiste Antonio Fabrizi), Adele née en 1892 (fille probable de Malatesta), et une fille dont le prénom (peut-être Giannetta) nous est inconnu. Dans une lettre à Luigi Fabbri, Malatesta laisse entendre que tous les enfants sont ceux d'Eugenio, et que sa relation avec Emilia Zanardelli est de la camaraderie, mais il n'est pas cru d'E. Armand, qui évoque une « camaraderie amoureuse ». 
Enrico Defendi, fils probable de Malatesta, est un militant anarchiste. Âgé de quatorze ans (en 1897), il accompagne Malatesta à Ancône, en Italie, pour diriger la revue l'Agitazione. En 1898, il est condamné à six mois de prison par le tribunal d'Ancône pour insubordination et propagande subversive. En novembre, il est libéré mais doit quitter l'Italie ; il retourne en Angleterre. 
Toute la famille Defendi participe aux initiatives militantes des anarchistes italiens de Londres.

### Militantisme en Angleterre
En 1879, alors qu'il gagne Londres, il rejoint des Communards exilés. En octobre, le groupe adresse un soutien au Congrès ouvrier socialiste de Marseille. En 1894, la police des chemins de fer l'inscrit sur une liste de militants anarchistes à surveiller, sous le nom de Jean Joseph Defendi (Giovanni Giuseppe en italien). Elle estime qu'il logea l'anarchiste Émile Pouget en 1894, à son arrivée à Londres, et qu'il organisa chez lui des réunions d'anarchistes italiens où participèrent E. Malatesta, F. Cini, Polidori et Tocci.
Il poursuit son engagement politique avec toute sa famille. Avec son fils Enrico, il s'occupe des circulaires annonçant la publication de l'Internazionale et de la Rivoluzione sociale.  
Selon un informateur de la police, c'est vraisemblablement chez Defendi que se rendit Sante Ferrini lors de son arrivée à Londres, le 13 décembre 1902. Ferrini, qui raconte lui aussi l'épisode, est déçu de l'accueil qui lui est réservé. « Je savais qu’il proposait des chambres meublées et je comptais beaucoup sur lui. Ce fut un fiasco ! Le camarade se débarrassa aussitôt de moi en alléguant des prétextes futiles » relate-t-il dans un article paru dix ans plus tard.  

### Fin de vie
En 1916, à Londres, son fils Enrico meurt de tuberculose. En 1919, sa compagne Emilia décède également. Ces pertes et son âge avancé causent un arrêt progressif du militantisme chez Eugenio Defendi. Le 10 octobre 1925, il meurt à Londres. D'après l'informateur de police "Virgilio", Malatesta choisit de léguer tout ce qu'il possède aux enfants Defendi.